# Vještičje mlijeko
Vještičje mlijeko ili neonatalno mlijeko je mlijeko izlučeno iz prsa novorođenčeta bilo kojeg spola. Neonatalno lučenje mlijeka je normalna fiziološka pojava te nije potrebno nikakvo liječenje ni testiranje. Misli se da uzrok toga može biti kombinacija posljedica djelovanja majčinih hormona prije porođaja, prolaktina i hormona rasta kroz dojenje te uzburkanje hormona hipofize i štitne žlijezde kod novorođenčeta.
Proizvodnja mlijeka javlja se kod otprilike 5% novorođene djece i može potrajati do dva mjeseca iako se telarha (bujanje dojki) može zadržati u djetinjstvu. Vještičje mlijeko češće luče djeca rođena na vrijeme, a ne prijevremeno rođena djeca.
Po kemijskom sastavu ovo je mlijeko slično majčinom.
Proizvodnja vještičjeg mlijeka često se može javiti kao posljedica uzimanja nekih lijekova.
U ekstremno rijetkim slučajevima može se javiti neonatalni mastitis, ali ne zna se je li povezan s neonatalnim izlučivanjem mlijeka.
U nekim folklorima se vjerovalo da je vještičje mlijeko hrana familijarnim duhovima vještica, te da su ga vještice krale od djece koja su spavala i nitko na njih nije pazio. U nekim drugim kulturama vještičje mlijeko je znak da će dijete u odrasloj dobi imati dobar oblik grudi.
Krv iz bradavica je gotovo uvijek benigna i često povezana s duktalnom ektazijom; jedino treba obratiti dodatnu pozornost ako se događa samo na jednoj strani.

## See also
- Galaktoreja
- Ginekomastija